# Virgílio de Pauli
Virgilio de Pauli (Araraquara, 28 de maio de 1923 - Campo Mourão, 21 de fevereiro de 1999) foi um bispo católico brasileiro.
Dom Virgílio foi 2º bispo da Diocese de Campo Mourão, sua sagração episcopal aconteceu no dia 29 de Junho de 1981, tendo sido empossado como segundo Bispo de Campo Mourão aos 19 de julho do mesmo ano. Fez um grande trabalho pastoral e obras de grande vulto na ordem material, investiu na formação de sacerdotes chegando a ordenar 19 padres no período em que dirigiu a diocese, trabalhou incansavelmente para que a diocese sempre pudesse se manter, doava seu soldo e renda oriunda de umas terras que possuía para ajudar na manutenção da diocese. 
Faleceu no dia 21 de fevereiro vitima de um derrame cerebral e foi automaticamente substituído por Dom Mauro aparecido dos Santos que na época era seu bispo coadjutor.
Sepultado no interior da Catedral São José, seu túmulo é intensamente visitado por devotos. A ele são atribuídos inúmeras graças e milagres. Entre o povo Dom Virgílio é conhecido como o "Bispo da bondade e da misericórdia".